# ZAB-100CK
ZAB-100CK (ros. ЗАБ-100ЦК) – radziecka bomba zapalająca zawierająca 47 kg środka zapalającego.